# Lista de episódios de I Didn't Do It
I Didn't Do It e uma sitcom americana desenvolvida pelo Disney Channel, criada por Tod Himmel e Josh Silverstein, e produzida pela It's a Laugh Productions. A série estreou pelo canal Disney Channel nos Estados Unidos no dia 17 de janeiro de 2014.
Em Portugal, a série estreou em 16 de maio no Disney Channel. No Brasil, a série foi exibida pelo Disney Channel no dia 17 de maio.
No dia 16 de outubro de 2015 passará The Rescuers o ultimo episódio de I Didn't Do It.

## Resumo
| Temporada | Temporada | Episódios | Exibição original       | Exibição original     | Exibição no Brasil  | Exibição no Brasil     | Exibição em Portugal | Exibição em Portugal |
| Temporada | Temporada | Episódios | Estreia                 | Final                 | Estreia             | Final                  | Estreia              | Final                |
| --------- | --------- | --------- | ----------------------- | --------------------- | ------------------- | ---------------------- | -------------------- | -------------------- |
|           | 1         | 20        | 17 de janeiro de 2014   | 7 de dezembro de 2014 | 11 de maio de 2014  | 19 de dezembro de 2014 | 16 de maio de 2014   | 6 de março de 2015   |
|           | 2         | 19        | 15 de fevereiro de 2015 | 16 de outubro de 2015 | 19 de abril de 2015 | 28 de abril de 2016    | 19 de junho de 2015  | 8 de julho de 2016   |

## Episódios

### 1ª Temporada (2014-2015)
| #  | #  | Título | Dirigido por   | Escrito por                            | Exibição original                                                   | Código de produção | Audiência (em milhões) |
| -- | -- | --- | -------------- | -------------------------------------- | ------------------------------------------------------------------- | ------------------ | ---------------------- |
| 1  | 1  | "Não Fui Eu (BR) O Piloto (PT)" "The Pilot"                                                                                     | Bruce Leddy    | Tod Himmel Josh Silverstein            | 17 de janeiro de 2014 11 de maio de 2014 16 de maio de 2014         | 101                | 3.89                   |
| 2  | 2  | "Posto de Espaguete do Bombeiro Freddy (BR) Estação de Espargete do Bombeiro Freddy (PT)" "Fireman Freddy's Spaghetti Station"  | Bruce Leddy    | Tod Himmel                             | 26 de janeiro de 2014 18 de maio de 2014 23 de maio de 2014         | 104                | 2.44                   |
| 3  | 3  | "O Cara Novo (BR) O Novo Rapaz (PT)" "The New Guy"                                                                              | Bruce Leddy    | Rob Lotterstein                        | 9 de fevereiro de 2014 24 de maio de 2014 30 de maio de 2014        | 103                | 2.46                   |
| 4  | 4  | "Querido Auto do Ensino Médio (BR) Carta do Ensino Primário (PT)" "Dear High School Self"                                       | Bruce Leddy    | Judd Pillot                            | 16 de fevereiro de 2014 25 de maio de 2014 13 de junho de 2014      | 102                | 2.88                   |
| 5  | 5  | "Se Prova como uma Couve de Bruxelas (BR) Se Souber a Couve De Bruxelas (PT)" "If It Tastes Like a Brussels Sprout"             | Bruce Leddy    | Alessia Costantini                     | 9 de março de 2014 1 de junho de 2014 20 de junho de 2014           | 106                | 2.04                   |
| 6  | 6  | "Lindy-Delícia (BR) Lindy-licioso (PT)" "Lindylicious"                                                                          | Bruce Leddy    | Sarah Jane Cunningham Suzie V. Freeman | 16 de março de 2014 7 de junho de 2014 4 de julho de 2014           | 105                | 1.92                   |
| 7  | 7  | "Problemas na Neve (BR / PT)" "Snow Problem"                                                                                    | Bruce Leddy    | Rob Lotterstein                        | 6 de abril de 2014 8 de junho de 2014 27 de junho de 2014           | 107                | 2.26                   |
| 8  | 8  | "Febre de Dança (BR) Febre do Baile (PT)" "Dance Fever"                                                                         | Bruce Leddy    | Todd Himmel                            | 13 de abril de 2014 22 de junho de 2014 17 de setembro de 2014      | 111                | 2.26                   |
| 9  | 9  | "Cuidado com a Escada (BR) Olá Museu, Adeus Museu! (PT)" "Now Museum, Now You Don't"                                            | Bruce Leddy    | Sarah Jane Cunningham Suzie V. Freeman | 4 de maio de 2014 6 de setembro de 2014 1 de agosto de 2014         | 108                | 1.88                   |
| 10 | 10 | "Na Casinha de Cachorro com a Casa Branca (BR) Problemas Caninos com A Casa Branca (PT)" "In the Doghouse With the White House" | Joel Zwick     | Rob Lotterstein                        | 22 de junho de 2014 7 de setembro de 2014 5 de setembro de 2014     | 115                | 2.71                   |
| 11 | 11 | "O Desafio do Telefone (BR / PT)" "Phone Challenge"                                                                             | Bruce Leddy    | Josh Silverstein                       | 29 de junho de 2014 13 de setembro de 2014 12 de setembro de 2014   | 109                | 1.76                   |
| 12 | 12 | "Que Venca o Melhor (BR) Gémeos ao Prémio (PT)" "Twin It to Win It"                                                             | Bruce Leddy    | Josh Silverstein                       | 13 de julho de 2014 14 de setembro de 2014 3 de outubro de 2014     | 110                | 2.03                   |
| 13 | 13 | "Terráqueos Têm Sorte (BR) Os Rapazes da Terra Não Prestam (PT)" "Earth Boys are Icky"                                          | Lynn McCracken | Josh Silverstein                       | 27 de julho de 2014 21 de setembro de 2014 19 de novembro de 2014   | 119                | 2.36                   |
| 14 | 14 | "Lindy mete o Nariz (BR / PT)" "Lindy Nose Best"                                                                                | Bruce Leddy    | Judd Pillot                            | 10 de agosto de 2014 20 de setembro de 2014 10 de outubro de 2014   | 112                | 2.14                   |
| 15 | 15 | "Bola ou Nada (BR / PT)" "Ball or Nothing"                                                                                      | Joel Zwick     | Tod Himmel                             | 24 de agosto de 2014 15 de dezembro de 2014 7 de novembro de 2014   | 118                | 1.86                   |
| 16 | 16 | "A Corrida de Logan (BR)" "Logan's Run"                                                                                         | Bruce Leddy    | Sasha Stroman                          | 21 de setembro de 2014 16 de dezembro de 2014 2 de janeiro de 2015  | 113                | 1.73                   |
| 17 | 17 | "Más Notícias (BR)" "Bad News"                                                                                                  | Joel Zwick     | Darin Henry                            | 28 de setembro de 2014 17 de dezembro de 2014 16 de janeiro de 2015 | 117                | 2.97                   |
| 18 | 18 | "A Abóbora mais Próxima (BR / PT)" "Next of Pumpkin"                                                                            | Judd Pillot    | Judd Pillot                            | 5 de outubro de 2014 20 de outubro de 2014 29 de outubro de 2014    | 120                | 2.30                   |
| 19 | 19 | "Chefe da Bicicleta (BR) Ladrão de Bicicletas (PT)" "Bicycle Thief"                                                             | Joel Zwick     | Eddie Quintana                         | 2 de novembro de 2014 18 de dezembro de 2014 6 de março de 2015     | 114                | 1.84                   |
| 20 | 20 | "Feliz Falta da Irmã (BR)" "Merry Miss Sis"                                                                                     | Joel Zwick     | Sarah Jane Cunningham Suzie V. Freeman | 7 de dezembro de 2014 19 de dezembro de 2014                        | 116                | 2.05                   |

### 2ª Temporada (2015-2016)
Em 3 de julho de 2014, a série foi renovada para uma segunda temporada.
- Esta e a ultima temporada de I Didn't Do It.

| #  | #  | Título | Dirigido por       | Escrito por                     | Exibição original                                                 | Código de produção | Audiência (em milhões) |
| -- | -- | --- | ------------------ | ------------------------------- | ----------------------------------------------------------------- | ------------------ | ---------------------- |
| 21 | 1  | "Uma Festa de Pijama de Arromba (PT) Festa do Pijama (BR)" "Slumber Partay!"                                               | Jody Margolin Hahn | Phil Baker                      | 15 de fevereiro de 2015 19 de abril de 2015 19 de junho de 2015   | 201                | 2.46                   |
| 22 | 2  | "A Vida Não tão Secreta dos Mosquitos e dos Ratos Silvestres (PT)/(BR)" "The Not-So-Secret Lives of Mosquitoes & Muskrats" | Jody Margolin Hahn | Tom Palmer                      | 1 de março de 2015 21 de julho de 2015 26 de junho de 2015        | 202                | 2.17                   |
| 23 | 3  | "Um Cãozinho para Lindy (PT)/(BR)" "Lindy Goes to the Dogs!"                                                               | Bob Koherr         | Jeannette Collins               | 8 de março de 2015 22 de julho de 2015 3 de julho de 2015         | 203                | 2.31                   |
| 24 | 4  | "Psicologia Entre Lindy e Logan (PT) Lindy e Logan Piram Na Batata (BR)" "Lindy & Logan Get Psyched"                       | Bob Koherr         | Erika Kaestle Patrick McCarthy  | 15 de março de 2015 23 de julho de 2015 17 de julho de 2015       | 204                | 1.61                   |
| 25 | 5  | "Encontro entre Cães (PT) Encontro Desafiador (BR)" "Dog Date Afternoon"                                                   | Bob Koherr         | Tom Palmer                      | 22 de março de 2015 24 de julho de 2015 7 de agosto de 2015       | 206                | 1.69                   |
| 26 | 6  | "Logan Descobre Tudo! (PT)/(BR)" "Logan Finds Out!"                                                                        | Bob Koherr         | Jim Gerkin                      | 29 de março de 2015 Cancelado 21 de agosto de 2015                | 205                | 1.58                   |
| 27 | 7  | "Critica de comida (PT) Guerra De Comida (BR)" "Food Fight"                                                                | Jody Margolin Hahn | Michael Fitzpatrick             | 8 de abril de 2015 7 de janeiro de 2016 11 de setembro de 2015    | 208                | 1.05                   |
| 28 | 8  | "Stevie Gosta de Lindy (PT)/(BR)" "Stevie Likes Lindy"                                                                     | Bob Koherr         | Phil Baker                      | 19 de abril de 2015 22 de agosto de 2015 2 de outubro de 2015     | 207                | 2.22                   |
| 29 | 9  | "Caidinho Por... Quem? (PT)/(BR)" "Falling For...Who?"                                                                     | Jody Margonlin     | Erika Kaestle Patrick McCarthy  | 31 de maio de 2015 14 de janeiro de 2016 16 de outubro de 2015    | 209                | 2.20                   |
| 30 | 10 | "O Aniversário de Lindy e Logan (BR) O Aniversário Gelado de Lindy e Logan (PT)" "Lindy and Logan's Brrrrthday!"           | Erika Kaestle      | Jim Gerkin                      | 7 de junho de 2015 21 de janeiro de 2016 15 de janeiro de 2016    | 210                | 2.06                   |
| 31 | 11 | "Elogio Acima Das Meninas (BR) Em Defesa da Claque Feminina (PT)" "Cheer Up Girls"                                         | Neal Israel        | Jeannette Collins Mimi Friedman | 21 de junho de 2015 26 de julho de 2015 29 de janeiro de 2016     | 212                | 1.95                   |
| 32 | 12 | "Lindy No Meio (BR)/(PT)" "Lindy in the Middle"                                                                            | Jon Rosenbaum      | Erinne Dobson                   | 10 de julho de 2015 28 de janeiro de 2016 26 de fevereiro de 2016 | 211                | 1.79                   |
| 33 | 13 | "Elementar, Meu Caro Watson (PT)/(BR)" "Elementary, My Dear Watson"                                                        | Jean Sagal         | Tom Palmer                      | 24 de julho de 2015 11 de outubro de 2015 19 de outubro de 2015   | 213                | 1.90                   |
| 34 | 14 | "Lindy Quebra Garrett (BR) A Lindy Estraga o Garrett (PT)" "Lindy Breaks Garrett"                                          | Bob Koherr         | Tom Palmer                      | 7 de agosto de 2015 4 de fevereiro de 2016 11 de março de 2016    | 214                | 1.77                   |
| 35 | 15 | "Logan,O Encantador de Cães (PT)/(BR)" "Doggie Daddy"                                                                      | Bob Koherr         | Erika Kaestle Patrick McCarthy  | 14 de agosto de 2015 7 de abril de 2016 25 de março de 2016       | 215                | 1.60                   |
| 36 | 16 | "Ao Ritmo do Coração (PT)/(BR)" "Drum Beats, Heart Beats"                                                                  | Bob Koherr         | Phil Baker                      | 11 de setembro de 2015 14 de abril de 2016 20 de maio de 2016     | 216                | 1.72                   |
| 37 | 17 | "Briga de Irmãos (PT) O Doutor Chegou (BR)" "The Doctor Is In"                                                             | Erika Kaestle      | Jim Gerkin                      | 18 de setembro de 2015 21 de abril de 2016 1 de julho de 2016     | 217                | 1.92                   |
| 38 | 18 | "Clube da Mordida (PT)/(BR)" "Bite Club"                                                                                   | Bob Koherr         | Jeanette Collins Mimi Friedman  | 2 de outubro de 2015 28 de outubro de 2015 30 de outubro de 2015  | 218                | 2.07                   |
| 39 | 19 | "E Nasceu uma Banda (PT) A Banda (BR)" "The Rescuers"                                                                      | Bob Koherr         | Phil Baker                      | 16 de outubro de 2015 28 de abril de 2016 8 de julho de 2016      | 219                | 2.26                   |